# Luz Acosta
Luz Mercedes Acosta Tollefson (Guaymas, Sonora; 22 de diciembre de 1980) es una deportista mexicana especializada en halterofilia.

## Trayectoria deportiva
Hizo su debut olímpico en los Juegos Olímpicos de Pekín 2008, donde terminó en octavo lugar. Posteriormente participó en los Juegos Panamericanos de 2011 en Guadalajara, México, donde ganó la medalla de bronce.
En 2012, se clasificó para participar en los Juegos Olímpicos de Londres 2012, sus segundos Juegos Olímpicos. Ella participó en la categoría de 63 kg, finalizando en sexto lugar. Años más tarde, las pruebas de dopaje positivas para las medallistas de oro y plata hicieron ascendiera a la posición de la medalla de bronce en el evento olímpico de 2012. Esto se confirmó en mayo de 2017, Acosta expresó su decepción por no haber podido subir al podio en los propios Juegos Olímpicos, pero se alegró de haber dado un ejemplo de competencia limpia.

## Palmarés internacionales
| Juegos Olímpicos     | Juegos Olímpicos      | Juegos Olímpicos  | Juegos Olímpicos |
| Año                  | Lugar                 | Medalla           | Competición      |
| -------------------- | --------------------- | ----------------- | ---------------- |
| 2012                 | Londres (Reino Unido) | Medalla de bronce | 63 kg            |
| Juegos Panamericanos |                       |                   |                  |
| 2011                 | Guadalajara (México)  | Medalla de bronce | 63 kg            |